# Fenyegetett gombafajok listája
Az alábbi lista azokat a gombafajokat tartalmazza,  amelyek a Természetvédelmi Világszövetség Vörös Listáján fenyegetett fajként szerepelnek, azaz Súlyosan veszélyeztetett (Critically Endangered), Veszélyeztetett (Endangered) vagy Sebezhető (Vulnerable) besorolást kaptak.
A lista a Vörös Lista 2011-es változata alapján készült. Eszerint mindössze három gombafajt fenyeget kihalás.

## Súlyosan veszélyeztetett fajok
- Erioderma pedicellatum
- Pleurotus nebrodensis

## Veszélyeztetett fajok
- Cladonia perforata

## Sebezhető fajok
nincs